# Albánia a 2020. évi téli ifjúsági olimpiai játékokon
Albánia a svájci  Lausanne-ban megrendezett 2020. évi téli ifjúsági olimpiai játékok egyik részt vevő nemzete volt.

## Alpesisí

### Fiú
| Versenyző     | Versenyszám            | 1. futam | 1. futam | 2. futam      | 2. futam      | Összesen | Összesen |
| Versenyző     | Versenyszám            | Idő      | Hely.    | Idő           | Hely.         | Idő      | Hely.    |
| ------------- | ---------------------- | -------- | -------- | ------------- | ------------- | -------- | -------- |
| Ezio Leonetti | Műlesiklás             | 44,23    | 43.      | Nem ért célba | Nem ért célba | Kiesett  | Kiesett  |
| Ezio Leonetti | Óriás-műlesiklás       | 1:13,85  | 48.      | 1:12,01       | 41.           | 2:25,86  | 42.      |
| Ezio Leonetti | Szuperóriás-műlesiklás |          |          |               |               | 1:00,19  | 48.      |
| Ezio Leonetti | Összetett              | 1:00,19  | 48.      | 40,55         | 35.           | 1:40,74  | 35.      |